# زمیو
زمیو (به لاتین: Zemio) یک منطقهٔ مسکونی در جمهوری آفریقای مرکزی است که در پرفکتور هوت-مبومو  واقع شده‌است.